# Hylemera fragilis
Hylemera fragilis là một loài bướm đêm trong họ Geometridae.